# Nepálská hymna
Hymna Nepálu je píseň Sajaun thúngá phúlká (nepálsky: सयौं थूंगा फूलका), což znamená Stovky květů. Jako hymna byla oficiálně přijata 3. srpna 2007 během slavnostního ceremoniálu v Singha Durbar, v oficiálním sídle nepálské vlády, v Káthmándú předsedou prozatímního parlamentu Subašem Čandrou Nembangem. Předchozí nepálská hymna „Šreeman Gambhir” byla přijata v roce 1962, ale po zrušení monarchie byla zrušena.
Text hymny napsal básník Pradeep Kumar Rai alias Bjakul Maila. Hudbu složil zesnulý Amber Gurung. Hymna je formulována jednoduše, oslavuje nepálskou suverenitu, svornost, odvahu, hrdost, malebnost, pokrok, mír, kulturní a biologickou rozmanitost a respekt. V srpnu 2016 zařadila BBC nepálskou hymnu na třetí místo v žebříčku Ria 2016: Nejúžasnější národní hymny (na prvním místě byla ruská, na druhém myanmarská), přičemž uvedla její hudební odlišnosti ve srovnání s ostatními hymnami.

## Text hymny

### Hymna v nepálštině
सयौं थूंगा फूलका हामी, एउटै माला नेपाली
सार्वभौम भइ फैलिएका, मेची-महाकाली।
प्रकृतिका कोटी-कोटी सम्पदाको आंचल
वीरहरूका रगतले, स्वतन्त्र र अटल।
ज्ञानभूमि, शान्तिभूमि तराई, पहाड, हिमाल
अखण्ड यो प्यारो हाम्रो मातृभूमि नेपाल।
बहु जाति, भाषा, धर्म, संस्कृति छन् विशाल
अग्रगामी राष्ट्र हाम्रो, जय जय नेपाल।

### Transliterace
Sayaű thűgā phūlkā hāmī, euṭai mālā nepālī
Sārvabhaum bhai phailiekā, Meci-Mahākālī
Prakṛtikā koṭī-koṭī sampadāko ā̃cal,
Vīrharūkā ragatle, svatantra ra aṭal
Jñānabhūmi, śāntibhūmi Tarāī, pahād, himāl
Akhaṇḍa yo pyāro hāmro mātṛbhūmi Nepāl
Bahul jāti, bhāṣā, dharma, sãskṛti chan biśāl
Agragāmī rāṣṭra hāmro, jaya jaya Nepāl

### Překlad do češtiny
Jsme stovky květů, jako věnec spletený – Nepál
Svrchovaný, rozkládající se od Méčí až k Mahákálí
Bohatý na miliony přírodních zdrojů.
Díky krvi hrdinů nezávislý a neochvějný
Země znalostí, země míru, terají, kopců a hor
Nespatřená, naše milovaná domovina – Nepál
Tolik různých ras, jazyků, vír a kultur
Náš vzrůstající národe, ať žije Nepál